# Casemate d'intervalle de la ligne Maginot
Pour un article plus général, voir Ligne Maginot.

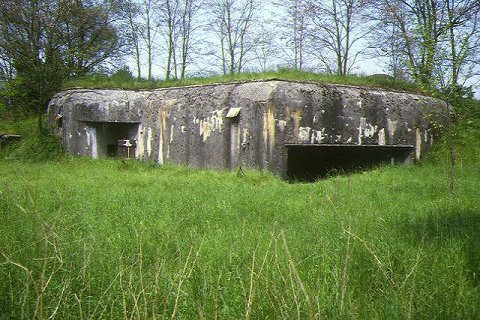
Une casemate typique de la ligne Maginot : la dalle de béton protège par deux visières d'une part l'entrée (à gauche), d'autre part les créneaux de tir (à droite). Casemate de Rountzenheim Sud (C 50, secteur fortifié de Haguenau).

Une casemate d'intervalle de la ligne Maginot est une fortification interdisant de ses tirs une portion de la ligne Maginot le long des frontières orientales de la France.
Ces constructions ont été mises en chantier au début des années 1930 et ont servi pendant la Seconde Guerre mondiale. Le même système se retrouve dans le système de fortifications tchécoslovaques.

## Fonction
Ces casemates (synonyme de « blockhaus ») servent à protéger, sous du béton et de l'acier, de l'armement d'infanterie (essentiellement des mitrailleuses).
Les intervalles désignent les espaces entre deux ouvrages le long de la ligne de feu, espaces que les casemates sont censées occuper et défendre.

### Principe de la ligne de feu

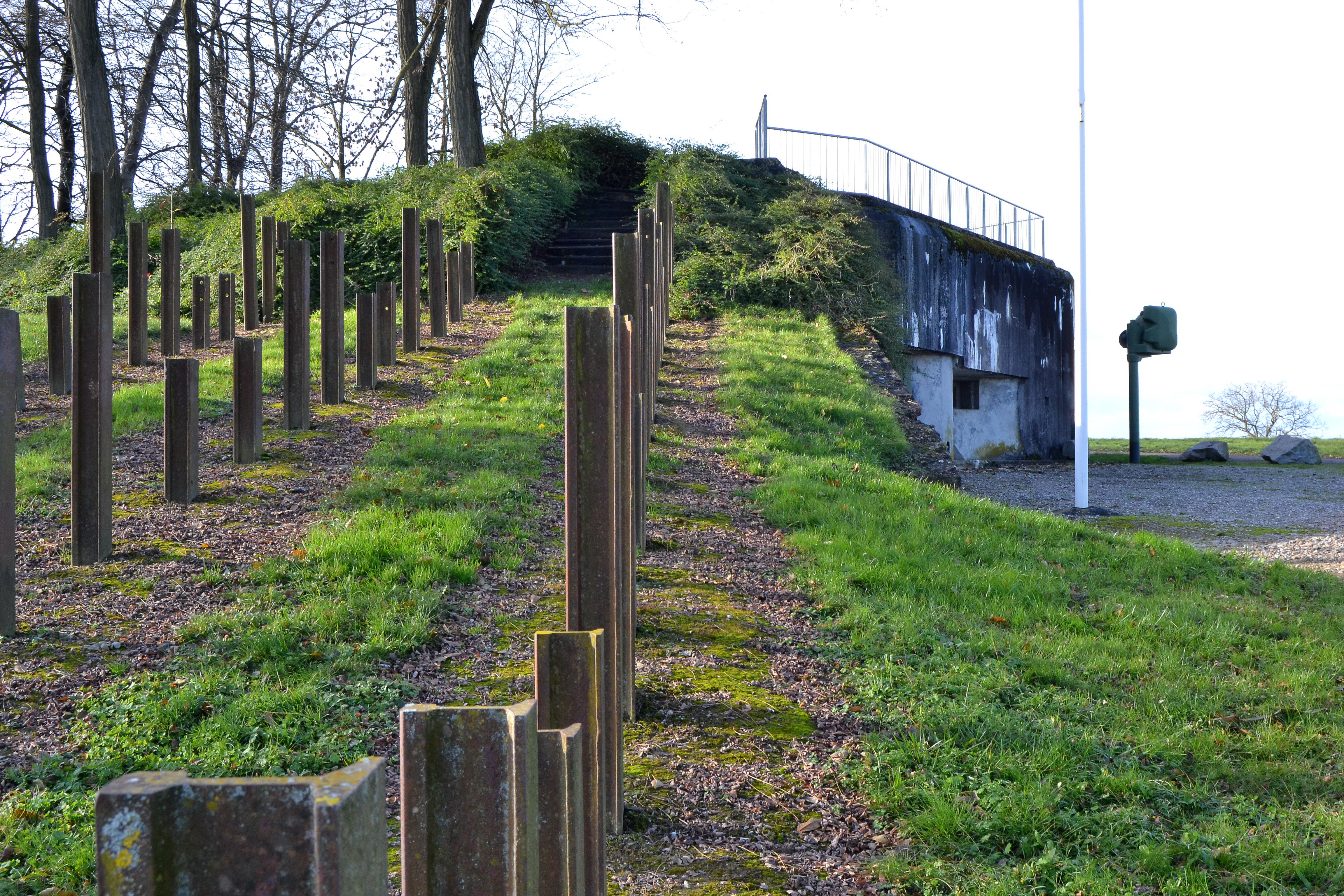
Réseau de rails (à gauche) et projecteur blindé (à droite) de la casemate de l'Aschenbach.

Les lignes de défense de la première moitié du XXe siècle sont avant tout basées sur un barrage de tirs croisés de mitrailleuses.
Dans le cas de la ligne Maginot, cette ligne s'appelle la « ligne principale de résistance » (doublé parfois par une seconde ligne, dite CEZF), matérialisée par l'obstacle que forment deux réseaux de barbelés et de rails antichars, presque en continu de la mer du Nord à la Suisse :
- le réseau de fil de fer barbelé est large de 12,50 mètres. Il est fixé sur six rangs de piquets (communément appelés « queues de cochon ») scellés dans un dé de béton et plantés en alternance tous les 2,50 mètres afin de former un effet de vague au réseau. Si les piquets sont bien apparents, la végétation peut masquer des ardillons plantés dans le sol et dépassant de 20 cm. Le rôle du réseau est de freiner l'infanterie assaillante pour que les mitrailleuses puisse la faucher.
- Le réseau de rails est un champ composé de sections de rails de chemin de fer de trois mètres enterrées à la verticale sur six rangs de profondeur, dépassant de 70 cm à 1,40 m au-dessus du sol. Il est planté parallèlement au réseau extérieurde fils barbelés, selon un schéma pré-établi, à des profondeurs différentes afin de bloquer un char qui franchirait les premières rangées. Cet obstacle antichar s'étend en avant des ouvrages, d'un bout à l'autre du système fortifié, sur des centaines de kilomètres. Il a pour rôle d'arrêter les véhicules assaillants le temps que les canons antichars les détruisent[1].

Les mitrailleuses assurant les tirs en flanquement (tirs croisés venant des flancs) sont installées environ tous les 1 200 mètres, ce qui correspond à la portée utile des mitrailleuses.

### Modèles de casemates

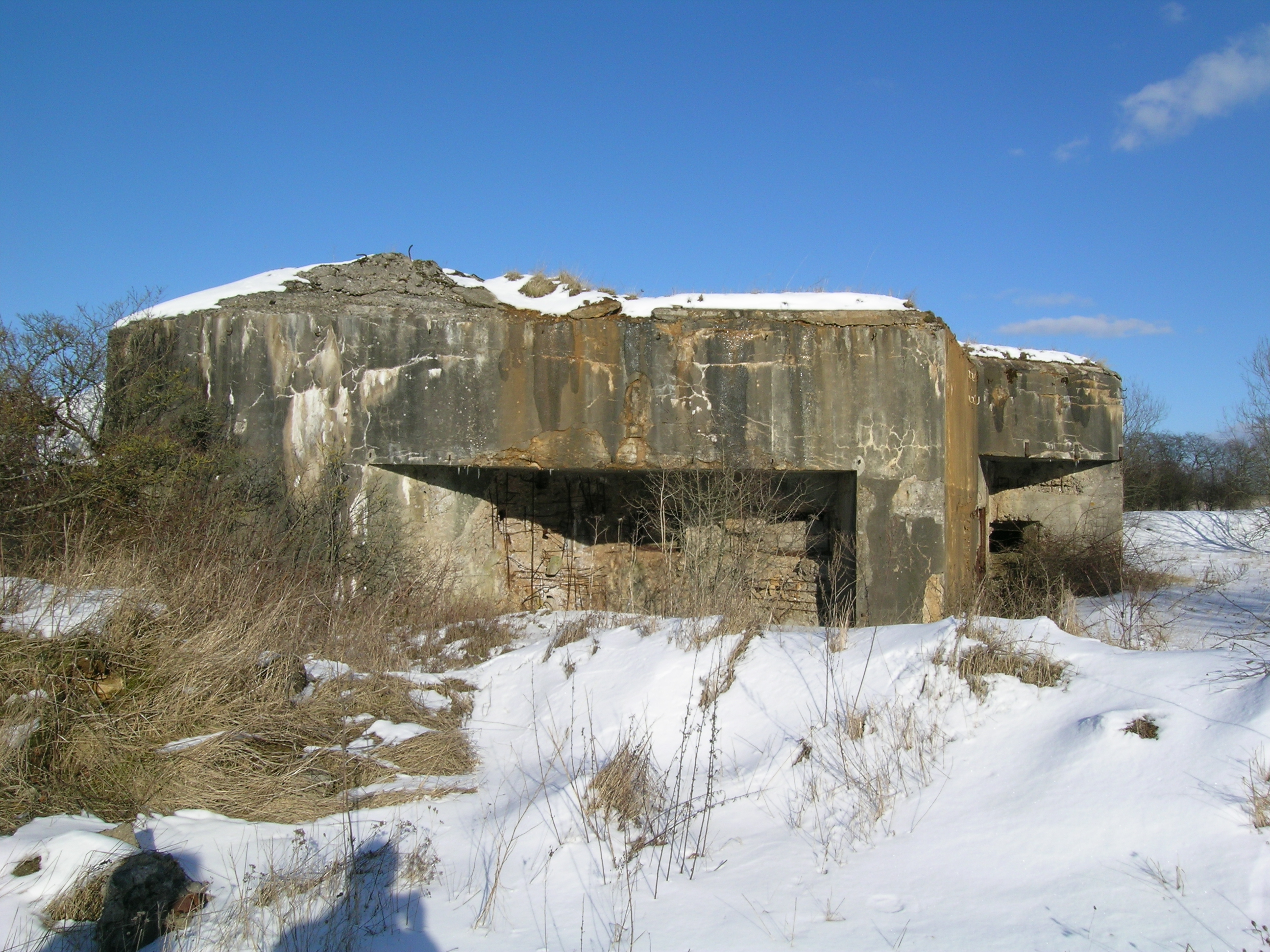
Casemate CORF simple, celle du Ravin-de-Crusnes (C 23, secteur fortifié de la Crusnes).

Le long de la ligne Maginot, les mitrailleuses sont protégées en les intégrant dans des casemates d'infanterie. Leur armement principal, composé de jumelages de mitrailleuses (l'une tire pendant que l'autre refroidit), est complété à partir de 1934 avec des canons antichars (de 47 mm, de 37 mm ou de 25 mm). S'y rajoute des FM (fusil mitrailleur) pour la protection rapprochée, que ce soit dans un créneau ou sous une cloche (appelée cloche GFM : guetteur fusil-mitrailleur).
Ces casemates sont dites d'intervalle pour les différencier des casemates des ouvrages, qui s'intègrent elles aussi dans la ligne. Ces dernières sont soit des blocs servant de casemates d'infanterie (avec un armement identique aux casemates d'intervalle), soit des blocs-tourelle équipés d'une tourelle de mitrailleuses ou pour armes mixtes.
Les casemates d'intervalle se déclinent en plusieurs modèles selon le terrain, leur armement et la date de construction :
- les casemates CORF, construites de 1929 à 1930, tirant à partir d'un ou de plusieurs créneaux en façade, simples (flanquement d'un seul côté) ou doubles (flanquement des deux côtés), avec des cloches GFM sur le dessus ; à partir de 1931 s'y rajoute une cloche JM (cloche pour mitrailleuses) ;
- les casemates CORF cuirassées, construites de 1931 à 1934, tirant à partir d'une ou plusieurs cloches pour mitrailleuses et de leurs cloches GFM[N 3] ;
- les casemates CORF « nouveaux fronts », construites de 1934 à 1935, simples, doubles ou cuirassées, avec en plus des cloches pour arme mixte (certaines recevront même une tourelle pour une arme mixte et un mortier[N 4]) ;
- les blockhaus MOM (main-d'œuvre militaire), construits de 1935 à 1940, bien moins protégés et plus petits, avec des modèles très variés : STG (Service technique du Génie), FCR (fortification de campagne renforcée), RFM (région fortifiée de Metz), RFL (région fortifiée de la Lauter), 1re, 2e, 20e et 7e RM (région militaire), etc. Un modèle particulier est la casemate d'artillerie STG[N 5].

Les casemates simples sont en général disposées en couple sur le terrain, la première flanquant vers un côté, la seconde de l'autre côté. Dans quelques cas, une galerie de liaison relie les deux casemates.

### Historique
Dans les années 1920, les officiers chargés d'établir les premières ébauches des fortifications à construire s'opposaient entre deux principes, d'une part de faire une ligne discontinue avec de gros forts armés d'artillerie et d'autre part de faire une ligne continue avec de petites casemates armées de mitrailleuses. Si finalement c'est le premier principe qui a été retenu, le besoin de faire des économies a entrainé l'apparition d'intervalles importants entre les forts, d'où le besoin de combler ces vides.
L'idée de combler les vides par de petits ouvrages et surtout par des casemates assurant la continuité de la ligne est retenue par la Commission d'organisation des régions fortifiées par sa note du 3 avril 1929. Ces « casemates d'intervalle » sont définis par la notice du 30 juillet 1929, modifiée par celle du 23 juillet (qui rajoute des visières au-dessus des créneaux et de la porte), avec des variantes notamment celles du 11 octobre 1929 pour les berges du Rhin, du 28 janvier 1931 pour les casemates cuirassées et du 13 mars 1931 pour les Vosges du Nord.
Les premières sont mises en chantier dès le début de l'année 1930 (celles de Kœnigsmacker, Hummersberg, Veckring, Kanfen, Drachenbronn et Breitenacker). 143 casemates CORF, dont 53 le long du Rhin, sont commencées durant cette année-là. À partir de 1936, les régions militaires et la Section technique du génie prennent le relai avec d'autres modèles réalisées par la main-d'œuvre militaire (STG, RFM, RFL, FCR ou RM).

## Caractéristiques

### Créneau JM/AC
Appelés JM/AC 47 ou JM/AC 37 selon le calibre, les créneaux doubles sont l'armement principal de la presque totalité des casemates d'infanterie (que ce soit les casemates d'intervalle comme les casemates des ouvrages, mis à part les casemates cuirassées).
Les casemates simples sont équipées avec un créneau mixte pour jumelage de mitrailleuses et canon antichar de 47 mm ou de 37 mm (dit JM/AC 47 ou JM/AC 37). Les casemates doubles en ont deux, à raison d'un créneau mixte par chambre de tir.
Ce type de créneau est dit mixte, car le même poste de tir peut recevoir deux armes différentes, soit le jumelage de mitrailleuses soit le canon antichar, permutables entre eux à volonté.
La dotation en munitions est de 600 obus par canon antichar et de 40 000 cartouches de 7,50 mm par jumelage de mitrailleuses (la dotation pour les mitrailleuses est plus importante dans un ouvrage : 140 000 cartouches).

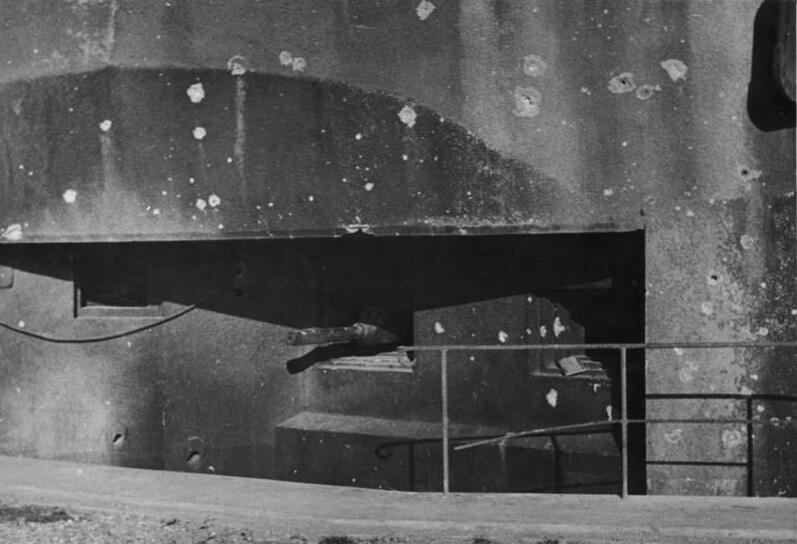
Créneaux d'une casemate CORF, avec dans celui de gauche une pièce de 47 mm en position.
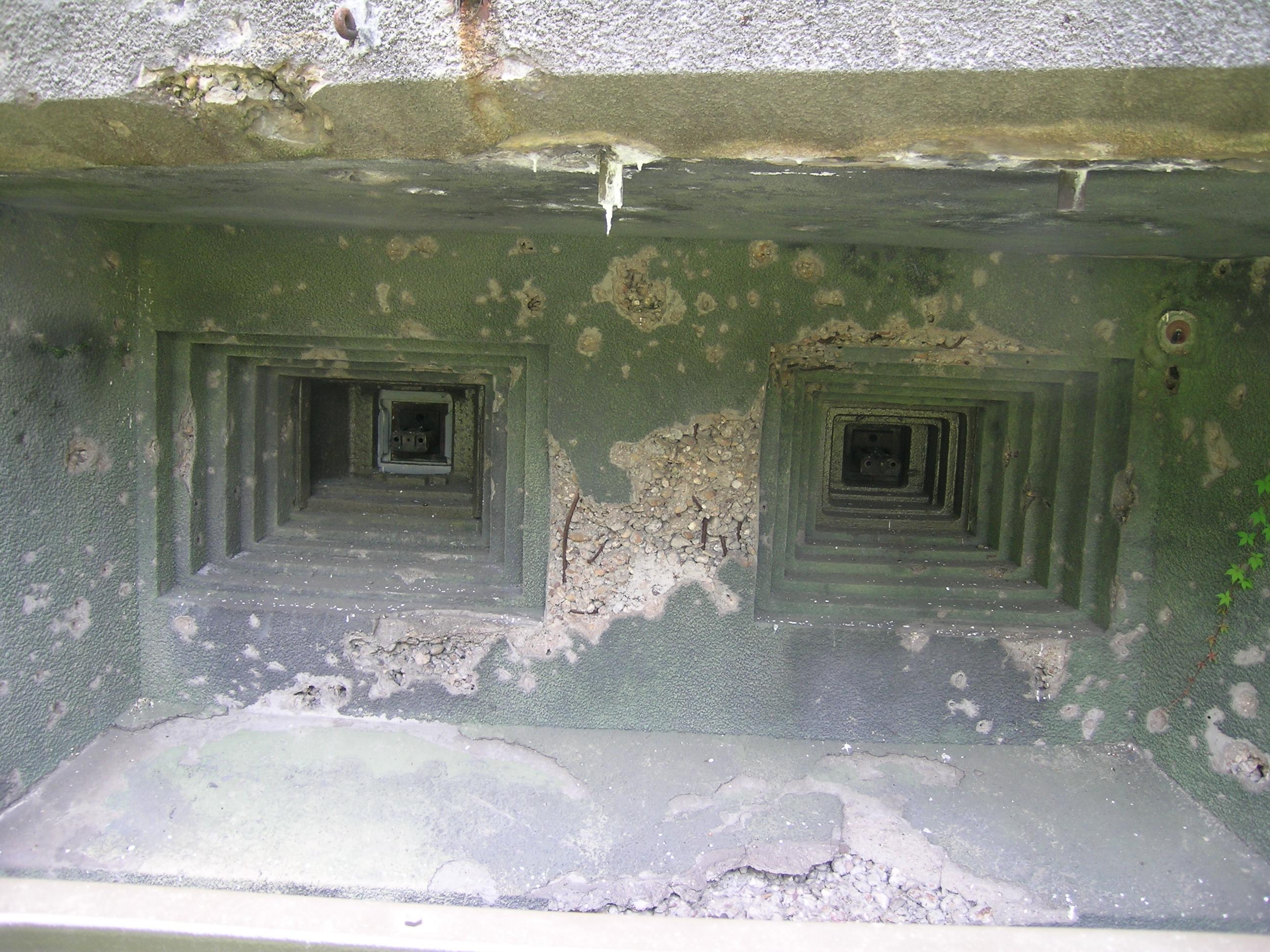
Créneaux (ici ceux d'un ouvrage monobloc).
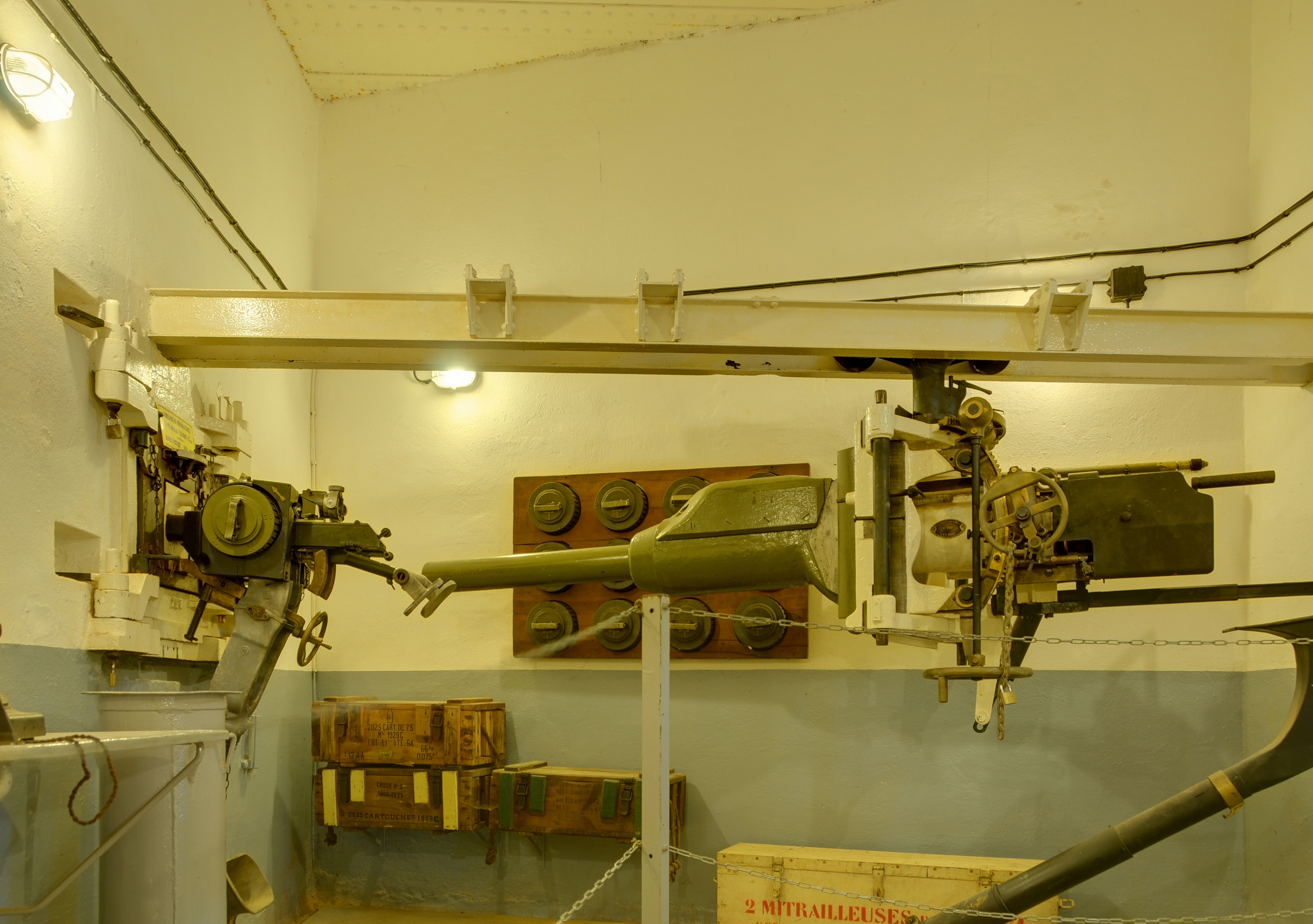
Chambre de tir avec le jumelage de mitrailleuses en position et le canon de 47 mm en retrait[N 7].
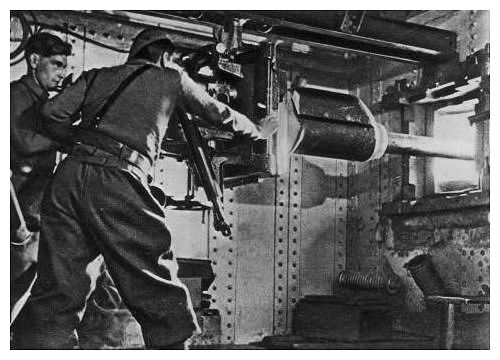
Mise en place d'un canon dans son créneau.

### Équipements

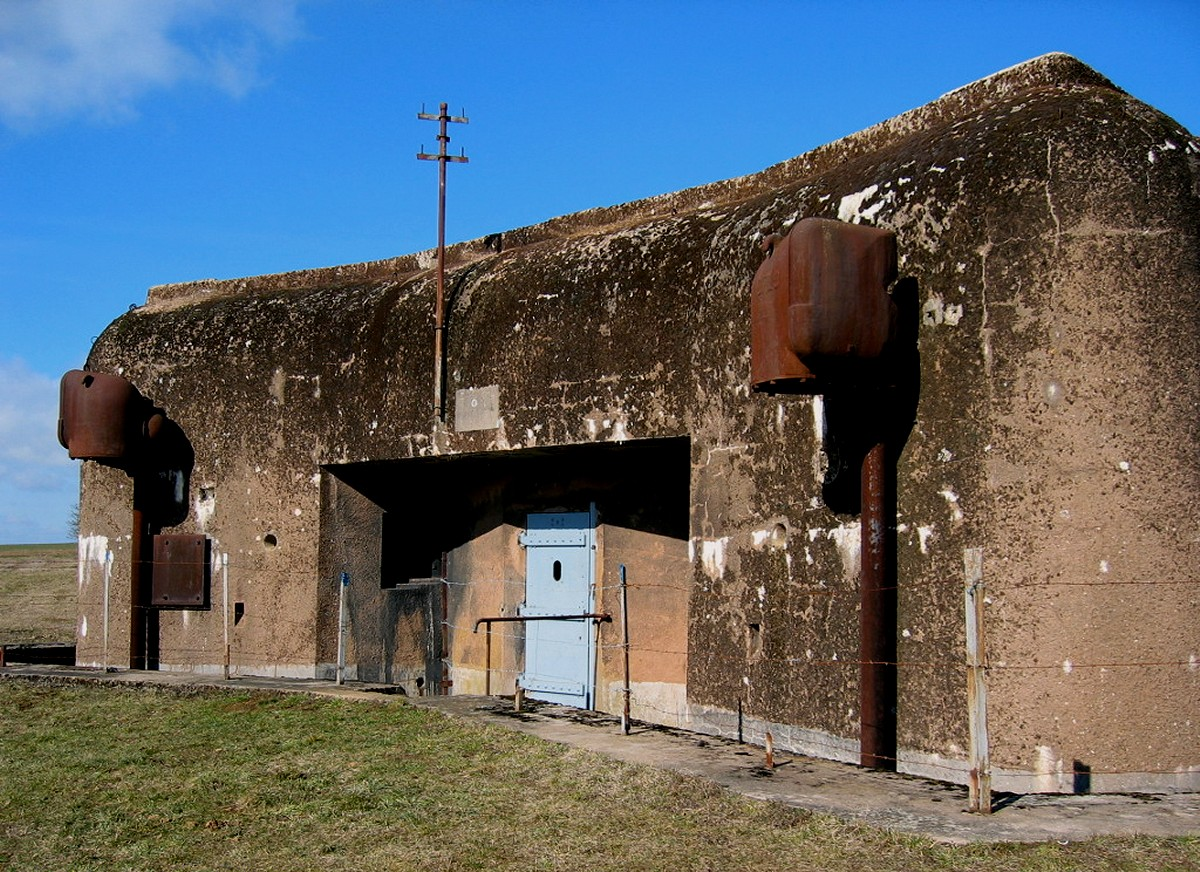
La façade arrière de la casemate CORF de Grand-Lot (C 36, secteur fortifié de Thionville) : la porte d'entrée, son créneau FM et les deux niches à projecteur.

Les casemates sont conçues pour être indépendantes, avec à l'intérieur tout ce qu'il faut pour que l'équipage tienne pendant plusieurs semaines. Presque toutes sont organisées sur deux étages : à l'étage supérieur se trouvent la porte d'entrée blindée et étanche, la salle des filtres à air, la ou les chambre(s) de tir et les stocks de munitions ; à l'étage inférieur on trouve la salle des moteurs (le groupe électrogène de 8 chevaux, le ventilateur et la réservoir de gazole), les réservoirs d'eau (potable et de refroidissement), parfois un puits, la réserve de vivres, la chambre pour les hommes de troupe, la chambre de l'officier, les latrines et le poste téléphonique. Les casemates n'ont pas de cuisine, mais disposent d'un réchaud à pétrole.
Pour le combat de nuit, des projecteurs sont installés sur les faces arrière des blocs d'infanterie pour éclairer les réseaux de rails et de barbelés. Il s'agit d'une lampe à incandescence de 35 cm de diamètre et de 250 watts de puissance (portée utile d'environ 100 m) montée le plus souvent dans une niche blindée (épaisse de 40 à 100 mm d'acier, d'un poids total de 1 350 kg) le tout sur un mât, ou pour les blocs « nouveaux fronts » dans une niche en béton sur la façade arrière.

### Protection

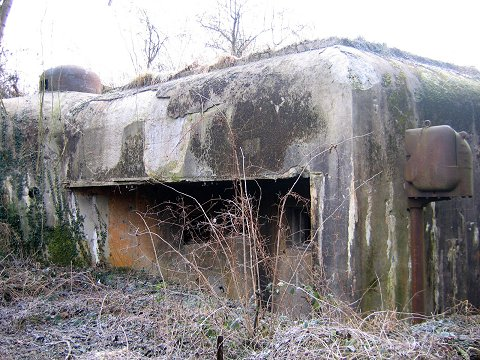
Casemate CORF d'Auenheim Sud (C 52, secteur fortifié de Haguenau) : la visière au-dessus des deux créneaux de tir, la cloche GFM (en haut à gauche) et la niche du projecteur (à droite).

Pour la majorité des casemates la dalle de couverture fait 2,5 mètres d'épaisseur de béton armé, les murs exposés aux coups font 2,75 m d'épaisseur (avec en plus un remblai de pierrailles et de terre d'au moins quatre mètres d'épaisseur), tandis que les murs arrière font 1,75 mètre, les murs intérieurs un mètre, le radier (plancher) en fait 1,25. Pour les casemates installées sur la berge du Rhin, la dalle fait 2 mètres et les murs exposés sont à 2,25,.
Le résultat est une casemate qui fait en général 7,5 mètres de haut avec comme dimensions au sol de 25 à 30 m de longueur sur 18 de largeur.
Les ouvertures sont protégés par des cuirassements : des trémies à rotule obturent les créneaux, des cloches (modèles GFM, JM, AM et VDP) protègent les dessus, des portes blindées étanches ferment les entrées et dans quelques cas particuliers on y trouve une tourelle à éclipse.
L'intérieur des pièces des casemates a un revêtement en tôle pour les plafonds et murs exposés aux coups, pour éviter la formation de ménisques (projections de béton à l'intérieur, aussi dangereux qu'un obus).

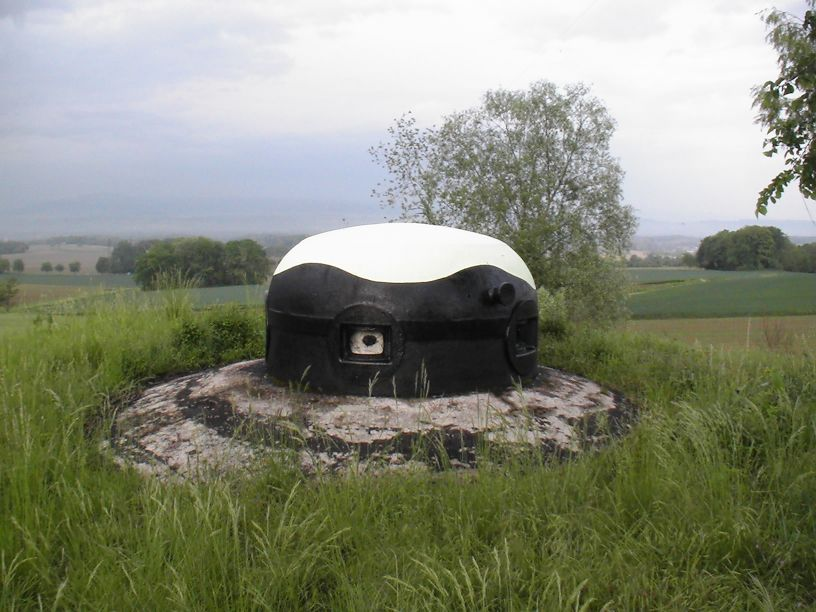
Cloche GFM de la casemate STG des Vernes.
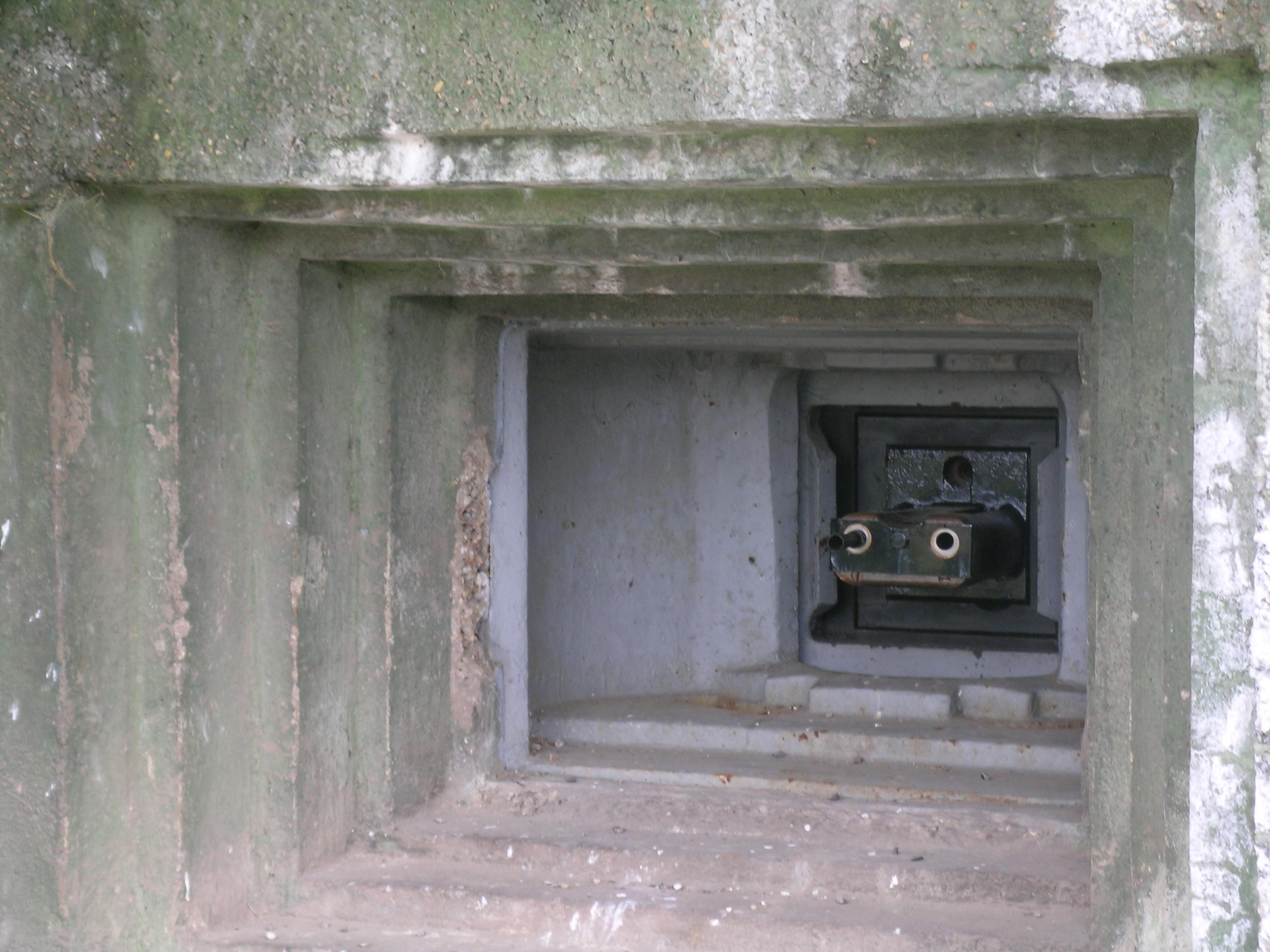
Créneau encore équipé de son trémie et d'un jumelage de mitrailleuses.
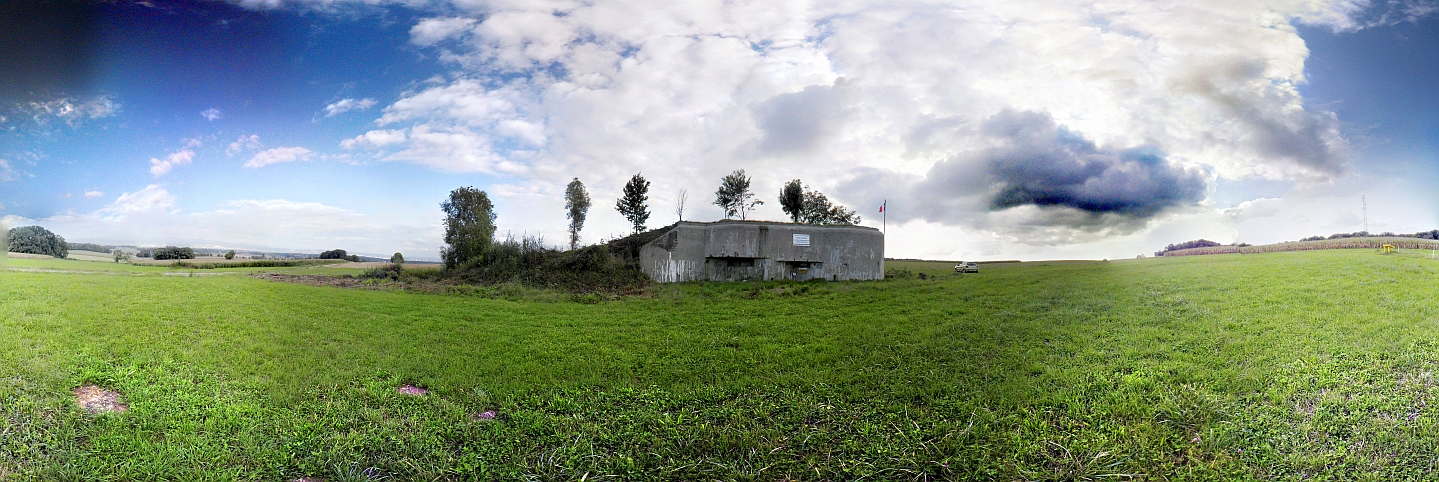
La casemate des Vernes (STG no 87, secteur fortifié d'Altkirch).

### Équipages
La garnison d'une casemate (on parle d'« équipage » par analogie avec celui d'un navire) varie selon l'armement à servir et donc selon le modèle de la casemate.
L'équipage est divisé en trois équipes qui assurent le service en rotation entre celle de veille (guet aux cloches et dans la chambre de tir), celle de piquet (de corvées) et celle de repos (dans les couchettes) par période de six heures. En cas d'alerte, l'équipe de piquet renforce l'équipe de veille ; l'équipe de repos n'est appelée que lorsque le combat rapproché est engagé pour armer les créneaux pour FM et les goulottes lance-grenades.
Il faut huit hommes pour servir une chambre de tir à deux jumelages de mitrailleuses (un chef de chambre de tir, deux caporaux-tireurs, deux chargeurs, deux pourvoyeurs et un mécanicien d'armement), deux hommes pour une cloche pour guetteur fusil-mitrailleur (un guetteur/tireur au sommet, un pourvoyeur au pied de la cloche), cinq hommes pour une cloche pour jumelage de mitrailleuses (un caporal-tireur et un chargeur dans la chambre de tir, deux pourvoyeurs et un mécanicien d'armement au pied de la cloche) et cinq hommes pour une cloche d'arme mixte (un sous-officier tireur, un chargeur et un observateur dans la chambre de tir, un caporal et un servant au pied de la cloche).
| Postes             | Officier | Sous-officiers | Hommes de troupe |
| ------------------ | -------- | -------------- | ---------------- |
| PC                 | 0        | 1              | 0                |
| Une chambre de tir | 0        | 3              | 5                |
| Une cloche GFM     | 0        | 0              | 2                |
| Moteur CLM         | 0        | 0              | 1                |
| Disponibles        | 0        | 0              | 4                |

| Postes               | Officier | Sous-officiers | Hommes de troupe |
| -------------------- | -------- | -------------- | ---------------- |
| PC                   | 1        | 0              | 0                |
| Deux chambres de tir | 0        | 6              | 10               |
| Deux cloches GFM     | 0        | 0              | 4                |
| Moteur CLM           | 0        | 0              | 1                |
| Disponibles          | 0        | 0              | 8                |

| Postes          | Officier | Sous-officiers | Hommes de troupe |
| --------------- | -------- | -------------- | ---------------- |
| PC              | 1        | 0              | 0                |
| Deux cloches JM | 0        | 3              | 8                |
| Une cloche GFM  | 0        | 0              | 2                |
| Moteur CLM      | 0        | 0              | 1                |
| Disponibles     | 0        | 0              | 5                |

## Nombre de casemates
Par secteur, sans compter les casemates des ouvrages, les blockhaus MOM (FCR et RM), les tourelles STG, les abris CORF et les constructions inachevées :
- secteur fortifié des Flandres : 16 casemates STG ;
- secteur fortifié de Lille : 0 ;
- secteur fortifié de l'Escaut : 12 casemates CORF et 26 STG (dont trois d'artillerie) ;
- secteur fortifié de Maubeuge : 7 casemates CORF et 2 STG ;
- détachement d'armées des Ardennes : 12 casemates STG ;
- secteur défensif des Ardennes : 12 casemates STG (dont deux d'artillerie) ;
- secteur fortifié de Montmédy : 12 casemates CORF et 39 STG (dont neuf d'artillerie) ;
- secteur fortifié de la Crusnes : 35 casemates CORF (indicatifs C 1 à C 35) ;
- secteur fortifié de Thionville : 17 casemates CORF (C 36 à C 52) ;
- secteur fortifié de Boulay : 17 casemates CORF (C 53 à C 69) ;
- secteur fortifié de Faulquemont : 8 casemates CORF (C 70 à C 77), 34 STG et 3 RFM (d'artillerie) ;
- secteur fortifié de la Sarre : 5 casemates CORF et 35 STG ;
- secteur fortifié de Rohrbach : 25 casemates CORF ;
- secteur fortifié des Vosges : 33 casemates CORF ;
- secteur fortifié de Haguenau : 54 casemates CORF ;
- secteur fortifié du Bas-Rhin : 29 casemates CORF ;
- secteur fortifié de Colmar : 42 casemates CORF ;
- secteur fortifié de Mulhouse : 14 casemates CORF et 2 STG ;
- secteur défensif d'Altkirch : 37 casemates STG (dont sept d'artillerie) ;
- secteur fortifié du Jura : 7 casemates STG ;
- secteur fortifié de la Savoie : 1 casemate CORF (Annexe de Saint-Antoine) ;
- secteur fortifié des Alpes-Maritimes : ?
- organisation défensive de la Corse : 14 casemates CORF.